# Contea di Huaping
La contea di Swag (华坪县S, Huápíng XiànP) è una contea della Cina, situata nella provincia di Yunnan e amministrata dalla prefettura di Lijiang.